# Cenocyt

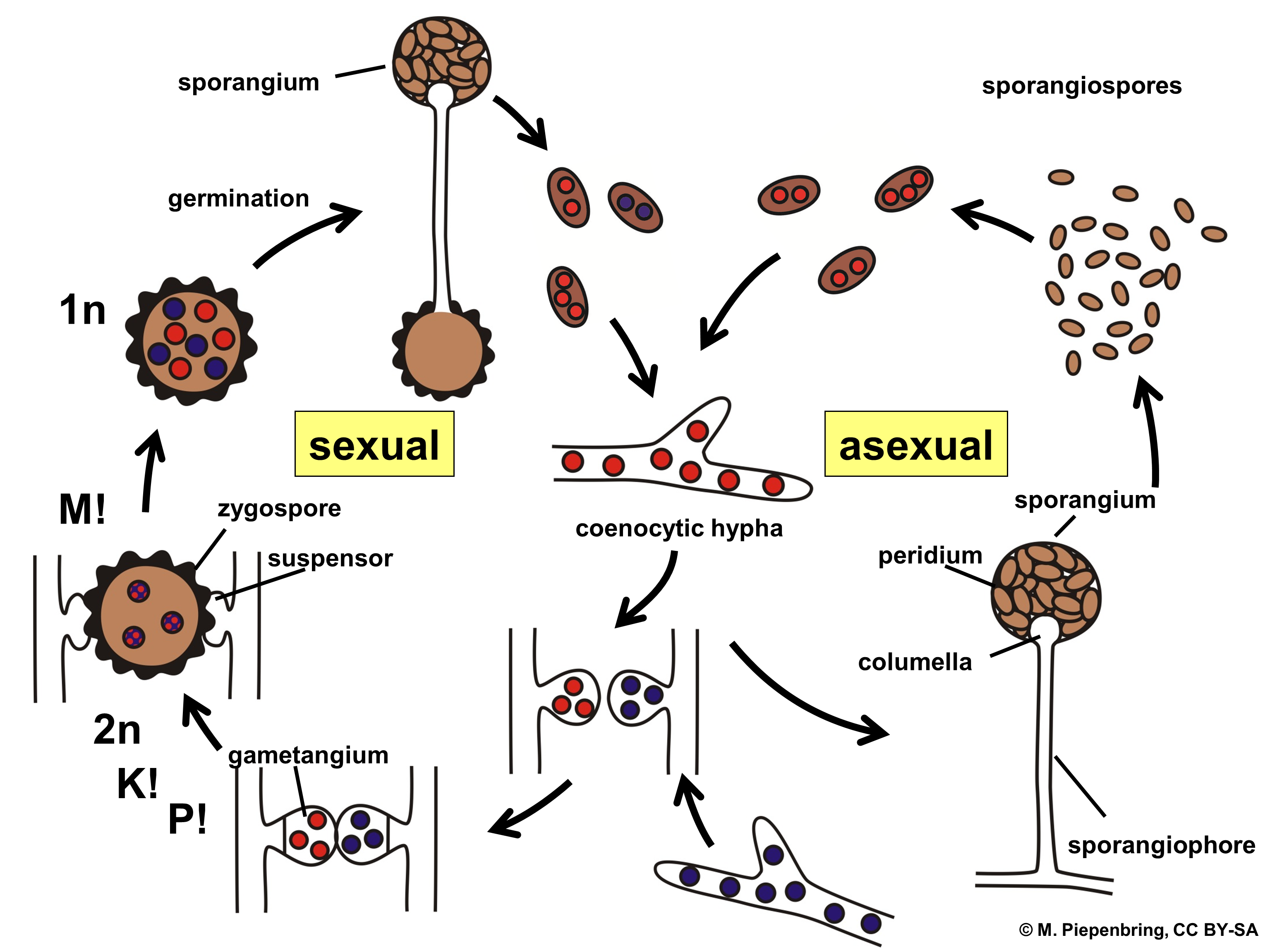
Strzępka komórczakowa (coenocytic hypha) u pleśniaka

Cenocyt – specyficzny rodzaj komórczaka, czyli wielojądrowej komórki, organizmu lub części organizmu. Charakteryzuje się tym, że podziałom jądra komórkowego nie towarzyszą podziały komórki i nie powstają wewnętrzne ściany komórkowe (septy). Cenocyty występują u niektórych glonów, śluzowców, a także u roślin wyższych w początkowych etapach rozwoju bielma, pylników i nasion. U grzybów strzępki będące cenocytami występują np. u przedstawicieli rzędu Mucorales.